# Jon Cypher
Jon Cypher est un acteur américain, né le 13 janvier 1932 à New York, New York (États-Unis).

## Filmographie
- 1957 : Cinderella (TV) : Prince Christopher
- 1971 : Valdez (en)  (Valdez Is Coming) d'Edwin Sherin (en) : Frank Tanner
- 1971 : Believe in Me : Alan
- 1973 : Lady Ice : Eddie Stell
- 1973 : Blade : Petersen
- 1974 : The Kid and the Killers : Roper
- 1974 : Night Games (TV) : Dale Hannigan
- 1974 : Memory of Us : Brad
- 1975 : The Kingfisher Caper : Johnny
- 1976 : Soudain... les monstres (The Food of the Gods) : Brian
- 1977 : As the World Turns (série télévisée) : Dr. Alex Keith
- 1981 : Evita Peron (TV) : Col. Imbert
- 1981 : Hôpital central (General Hospital) (série télévisée) : Max Van Stadt
- 1982 : Côte Ouest (Knots Landing) (série télévisée) : Jeff Munson
- 1983 : Dynastie (Dynasty) (série télévisée) : Dirk E. Maurier
- 1985 : Malice in Wonderland (TV) : Dr. Harry 'Docky' Martin
- 1986 : Perry Mason: The Case of the Notorious Nun (TV) : Dr. Peter Lattimore
- 1987 : Les Maîtres de l'univers (Masters of the Universe) : Duncan (Man-at-Arms)
- 1987 : Off the Mark : John C. Roosevelt
- 1988 : Accidents : James Hughes
- 1988 : Elvis and Me (TV) : Captain Joseph Paul Beaulieu
- 1988 : Probe (série télévisée) : Howard Millhouse (episodes 1 & 2)
- 1988 : Dans les griffes de la mafia (Lady Mobster) (TV) : Alfred Mallory
- 1988 : Favorite Son (en) (feuilleton TV) : Bartholomew Scott
- 1984 : Santa Barbara (série télévisée) : Dr. Arthur Donelly (1988-1989)
- 1989 : The Sandgrass People : Walter Carter
- 1990 : Spontaneous Combustion : Dr. Marsh
- 1990 : Snow Kill (TV)
- 1989 : Major Dad (série télévisée) : Gen. Marcus C. Craig (1990-1993)
- 1991 : Strictly Business : Drake
- 1995 : Les Envahisseurs (The Invaders) (TV)
- 1998 : Walking to the Waterline : Fred Blumquist